# J.C. Døcker
Johannes Carl Døcker (11. februar 1860 på Raundrupgård, Gislev Sogn – 24. august 1938 i København) var proprietær og politiker.
Han var søn af proprietær Julius Døcker, var Landstingsmand for 7. Kreds fra 1906 (Højre, fra 1915 Det Konservative Folkeparti), statsrevisor, tingvalgt medlem 1918, formand for Hobro konservative Forening, formand i repræsentantskabet for Banken for Hobro og Omegn. Ejer af Rørbæk-Hovgård ved Rørbæk. Medlem af Landbokommissionen 1911-20, formand for Statsregnskabsrådet fra 1926, Jernbanerådet 1915-25 og Statens Jordlovsudvalg.